# Buk (Trommel)
Buk (koreanisch: 북), auch puk oder taebuk („große Buk“), ist zum einen die generelle koreanische Bezeichnung für Trommel (ko), von der es traditionell mindestens 15 verschiedene Ausführungen gibt und zum anderen eine flache zweifellige Fasstrommel, die zu Aufführungen wie Pansori (판소리), einem epischen Gesang, Pungmulnori (풍물놀이), Tanz und Gesang mit vier Schlaginstrumenten und Samulnori (사물놀이), Trommeln mit vier Instrumenten, verwendet wird. Je nach Einsatz werden zwei Arten von Trommeln als buk bezeichnet, die sori-buk und die pungmul-buk.

## Sori-Buk

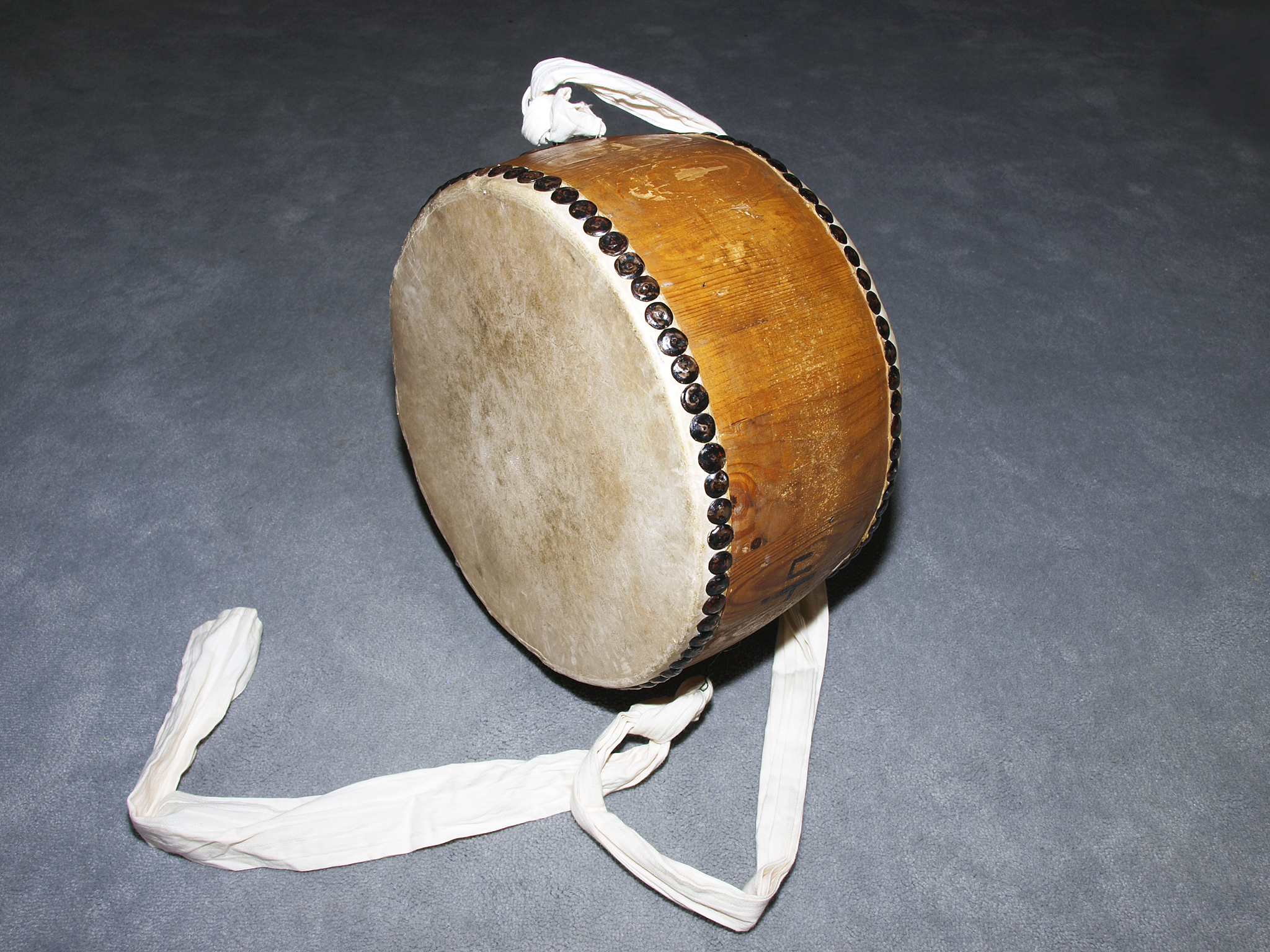
Sori-Buk (소리북)

In der Pansori-Musik spielt die sori-buk (소리북), die manchmal auch pansori-buk oder nur buk genannt wird, eine unentbehrliche Rolle. Sie ist zugleich das einzige Musikinstrument das eine Pansori-Aufführung begleitet.

### Bauform
Der Korpus der sori-buk besteht aus einem Stück eines ausgehöhlten Baumstamms. Die Trommel hat einen Durchmesser von etwa 40 cm und eine Bauhöhe von 20 cm. Sie ist auf beiden Seiten mit Rindshaut bespannt. Die Haut wird mit rund 60–70 Nägeln auf dem Korpus befestigt, was ein Nachspannen unmöglich macht. In anderen Ausführungen werden die beiden Trommelfelle mittels eines Hautstreifens über die Außenfläche des Korpus im Zickzack-Verfahren miteinander verspannt. Zu einer Trommel gehört ein 30–35 cm langer und etwa 2,5 cm dicker Schlägel (Trommelstock).

### Spielweise
Die sori-buk bespielt man rechtshändig mit dem Schlägel, indem man einerseits auf die Fellmitte zielt und damit einen dumpfen Schlagton hervorbringt oder auf den Rand der Trommel schlägt, um einen hart und fest klingenden Ton zu erzeugen. Die linke Hand befindet sich oberhalb der Trommel mit dem Daumen auf dem Korpus und die Trommel zu halten. Dagegen werden die linken Finger einerseits zum Dämpfen des Tons oder zum Erzeugen eines Tons durch Anschlagen mit den Fingern eingesetzt. Gespielt wird die buk im Pansori in einer sitzenden Position. Die Trommel befindet sich dabei vor den gekreuzten Beinen und wird von ihnen in Position gehalten.

## Pungmul-Buk

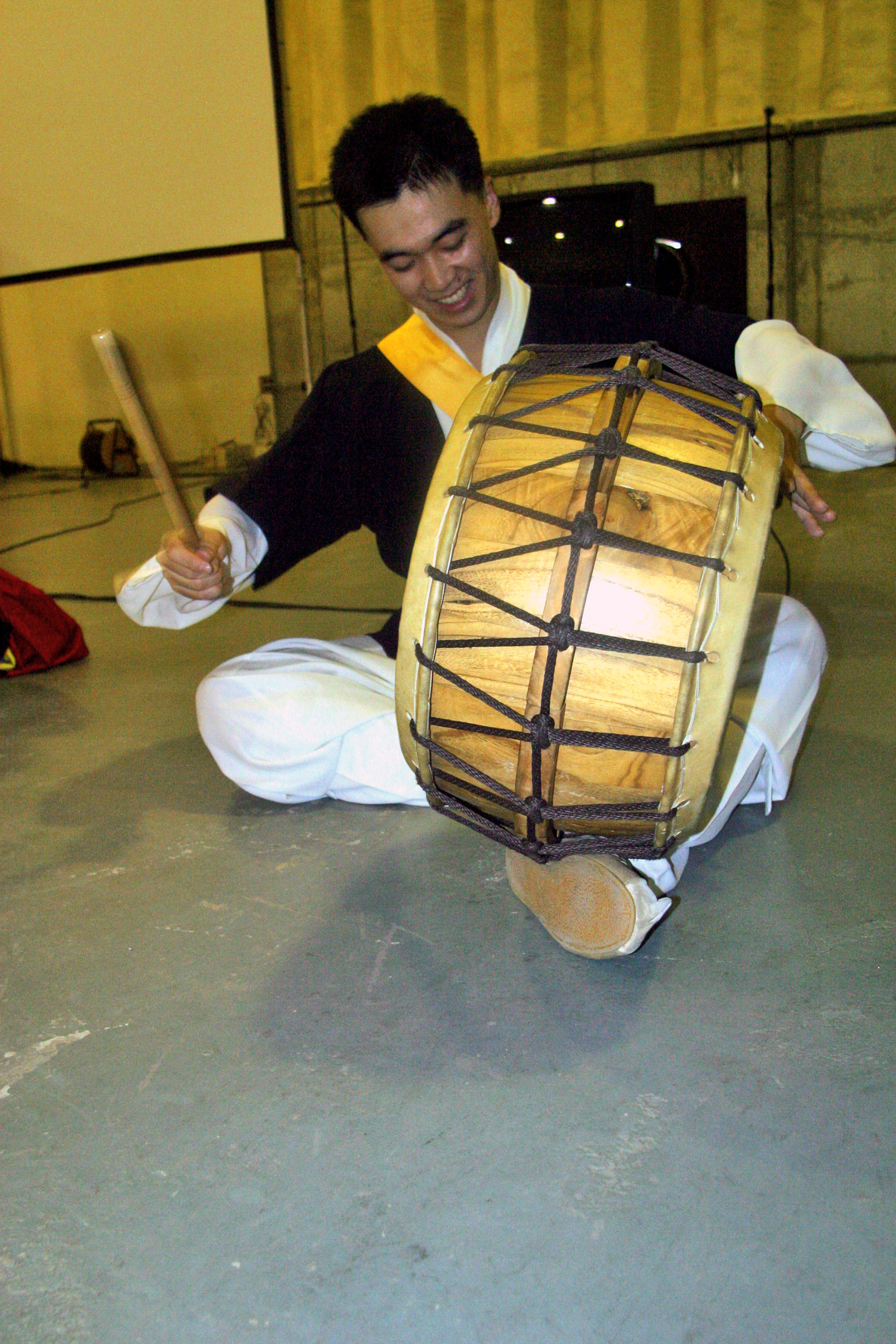
Pungmul-Buk (풍물북)

Die pungmul-buk (풍물북) findet in Aufführungen wie Pungmul oder Samulnori Verwendung. Sie wird bei den Aufführungen sowohl in Räumen als auch im Freien gespielt und bei Festen von Farmern und Musikgruppen verwendet.

### Bauform
Der Korpus der pungmul-buk besteht aus mehreren ineinander verschränkten Holzsegmenten. Die Trommel hat einen Durchmesser von bis zu 50 cm und eine Bauhöhe von 25 cm. Sie ist auf beiden Seiten mit Rindshaut bespannt. Die Haut wird mittels eines Stricks über die Außenfläche des Korpus im Zickzack-Verfahren miteinander verspannt. Zwischen dem gespannten Strick und dem Korpus befinden sich über dem Trommelumfang verteilt einzelne Holzsegmente, die die Trommel zusätzlich in Form halten. Zu einer Trommel gehört ein 30–35 cm langer und etwa 2,5 cm dicker Schlägel.

### Spielweise
Die pungmul-buk bespielt man wie die sori-buk rechtshändig mit dem Schlägel, indem man einerseits auf die Fellmitte zielt und damit einen dumpfen Schlagton hervorbringt oder auf den Rand der Trommel schlägt, um einen hart und fest klingenden Ton zu erzeugen. Die Trommel wird über ein weißes, schmales, langes Tuch, welches an beiden Enden an der Trommel befestigt wird und über der linken Schulter verläuft, vor dem linken Oberschenkel getragen. Die linke Hand hält die Trommel an einem aus dem Strick der Trommel geformten Griff.

## Jindo-Buk

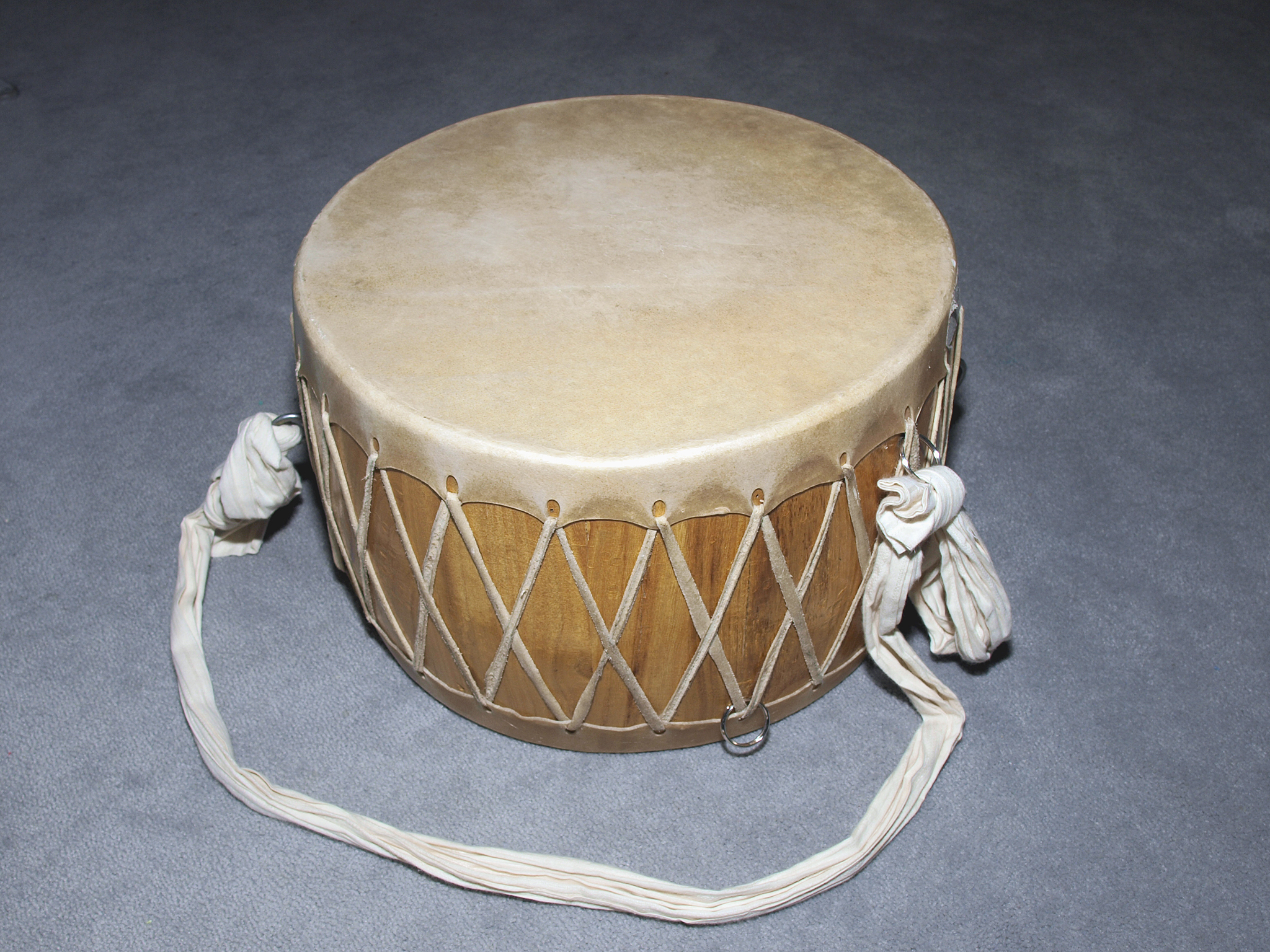
Jindo-Buk (진도북)

Die jindo-buk (진도북) findet in Aufführungen wie dem Jindobukchum (진도북춤) (Jindo-Trommel-Tanz) Anwendung. Sie wird bei den Aufführungen sowohl in Räumen als auch im Freien von Musikgruppen gespielt.

### Bauform
Der Korpus der jindo-buk besteht aus einzelnen zusammengefügten Holzsegmenten. Die Trommel hat einen Durchmesser von 36 bis 38 cm und eine Bauhöhe von etwa 23 cm. Die Rindshaut wird mittels eines Hautbandes über die Außenfläche des Korpus im Zickzack-Verfahren miteinander verspannt. Zu einer Trommel gehören zwei 30–35 cm lange und etwa 2,5 cm dicke Schlägel.

### Spielweise
Die jindo-buk wird zum Jindo-Trommel-Tanz gespielt. Ein weißes schmales Tuch wird als Band mit beiden Enden an der Trommel befestigt und über die linke Schulter gelegt, so dass die Trommel in einer leicht schrägen Vertikallage vor dem Bauch hängt. Während des Tanzes wird dazu die Trommel mit beiden Schlägeln abwechselnd entsprechend dem Trommelrhythmus und der Choreografie gespielt.

## Weitere koreanische Trommeln
Neben den beiden oben beschriebenen Trommelinstrumenten gehören die folgenden traditionellen Trommeln mit zu den bekanntesten:
- Janggu (장구) – eine zweifellige Trommel mit einem sanduhrförmigen Korpus,
- Jeolgo (절고) – eine zweifellige große Fasstrommel auf einem Ständer liegend,
- Jingo (진고) – eine zweifellige große Fasstrommel auf einem Ständer liegend,
- Jwago (좌고) – eine zweifellige große Fasstrommel in einem Gestell hängend,
- Nodo (노도) – zwei zweifellige längliche kleine Fasstrommeln auf einem Pfahl befestigt. Diese Art von Trommel wurden nur zu ritueller Musik zu Gericht gespielt,
- Nogo (노고) – zwei zweifellige längliche Fasstrommeln in einem Gestell hängend,
- Sogo (소고) – kleine Handtrommel.[6]